# Osimertinib
Osimertinib (trước đây gọi là mereletinib; tên thương mại Tagrisso) là một loại thuốc được sử dụng để điều trị ung thư phổi không tế bào nhỏ với một đột biến cụ thể   Đây là thuốc ức chế yếu tố tăng trưởng biểu bì thế hệ thứ ba. Được phát triển bởi AstraZeneca, thuốc đã được chấp thuận cho điều trị ung thư vào năm 2017 bởi FDA và Ủy ban châu Âu.

## Chỉ định
Osimertinib được sử dụng để điều trị ung thư phổi không tế bào nhỏ (NSCLC) xâm lấn tại chỗ hoặc di căn, nếu các tế bào ung thư dương tính với đột biến T790M ở gen mã hóa cho EGFR. Các T790M đột biến có thể là tự phát hoặc thứ phát sau điều trị bước một với các ức chế tyrosine kinase khác (TKIs), như gefitinib và afatinib.
Trong những người điều trị với osimertini, tình trạng kháng thường phát triển sau khoảng 10 tháng. Kháng qua trung đột biến exon 20 C797S chiếm phần lớn các trường hợp kháng.>
Thuốc gây hại cho bào thai, nên không được sử dụng cho phụ nữ đang mang thai, và phụ nữ sử dụng thuốc không nên mang thai.
Thận trọng khi sử dụng ở những bệnh nhân có tiền sử bệnh phổi kẽ (ILD) đã bị loại trừ từ lâm sàng thử nghiệm, do thuốc có thể gây ra ILD nghiêm trọng hay viêm phổi. Cũng cần thận trọng ở với những người nhiều nguy cơ mắc hội chứng QT dài do thuốc có thể kích thích hiện tượng này.

## Tác dụng phụ
Tác dụng phụ phổ biến  (lớn hơn 10% đối tượng thử nghiệm lâm sàng) bao gồm tiêu chảy, loét miệng, phát ban, khô da hay ngứa, nhiễm  trùng đầu ngón tay hoặc kẽ móng tay, giảm tiểu cầu, bạch cầu, và bạch cầu trung tính.

## Tương tác thuốc
Osimertinib được chuyển hóa bởi CYP3A4 và CYP3A5, vì vậy những chất ức chế mạnh hai loại enzyme này, như macrolid, thuốc chống nấm và các loại thuốc kháng virus có thể tăng tác dụng osimertinib, và chất như rifampicin kích hoạt các enzyme đó sẽ giảm hiệu quả của osimertinib.

## Dược lý
Osimertinib gắn với protein yếu tố tăng trưởng biểu bì biểu hiện bởi EGFR có đột biến T790M; nó cũng gắn với EGFR có đột biến L858R và với xóa exon 19.